# Un printemps à Hong Kong
Pour plus de détails, voir Fiche technique et Distribution.
Un printemps à Hong Kong (en chinois : Suk Suk, 叔．叔) est un film hongkongais, écrit et réalisé par Ray Yeung et sorti en 2019. Le film retrace l'amour secret de deux hommes âgés et mariés, dans une société où l'homosexualité est marginalisé.
Le film a été acclamé par la critique et sélectionné à plus de 17 festivals de films dans le monde.

## Synopsis
Pak est un homme marié, chauffeur de taxi de 70 ans qui refuse de partir à la retraite. Il rencontre Hoi, père célibataire et retraité de 65 ans. Ils vivent un amour secret alors que l'homosexualité est un sujet tabou dans la société Hongkongaise. Tous deux fiers d'avoir fondé une famille et d'avoir travaillé dur pour réussir dans la vie, ils n'excluent pas la possibilité de vivre leur amour au grand jour.

## Fiche technique
- Titre original : Suk Suk (Chinois : 叔．叔)
- Titre français : Un printemps à Hong-Kong
- Réalisation et scénario : Ray Yeung
- Directeur de photographie : Daniel Pearl
- Montage : William Chang Suk Ping
- Musique : Veronica Lee
- Production : Michael J. Werner, Teresa Kwong, Sandy Yip, Chowee Leow et Stan Guingon
- Société de production : New Voice Film Productions
- Pays d'origine : Hong Kong
- Langue originale : chinois
- Genre : drame, romance
- Durée : 92 minutes
- Dates de sortie :
  - Corée du Sud : 24 octobre 2019 (24e Festival international du film de Busan)
  - Allemagne : 25 février 2020 (Berlinale 2020)
  - Hong Kong : 28 mai 2020
  - France : 9 juin 2021

## Distribution
- Tai Bo : Pak
- Ben Yuen : Hoi
- Patra Au : Ching
- Lo Chun-Yip : Wan
- To Kong : Chiu
- Lam Yiu-Sing : Edmond
- Wong Hiu-Yee : Fong
- Hu Yixin : Zheng
- Kwan Lau-Ting : Joyce
- Chu Wai-Keung : Dior